# Emilio Ambasz

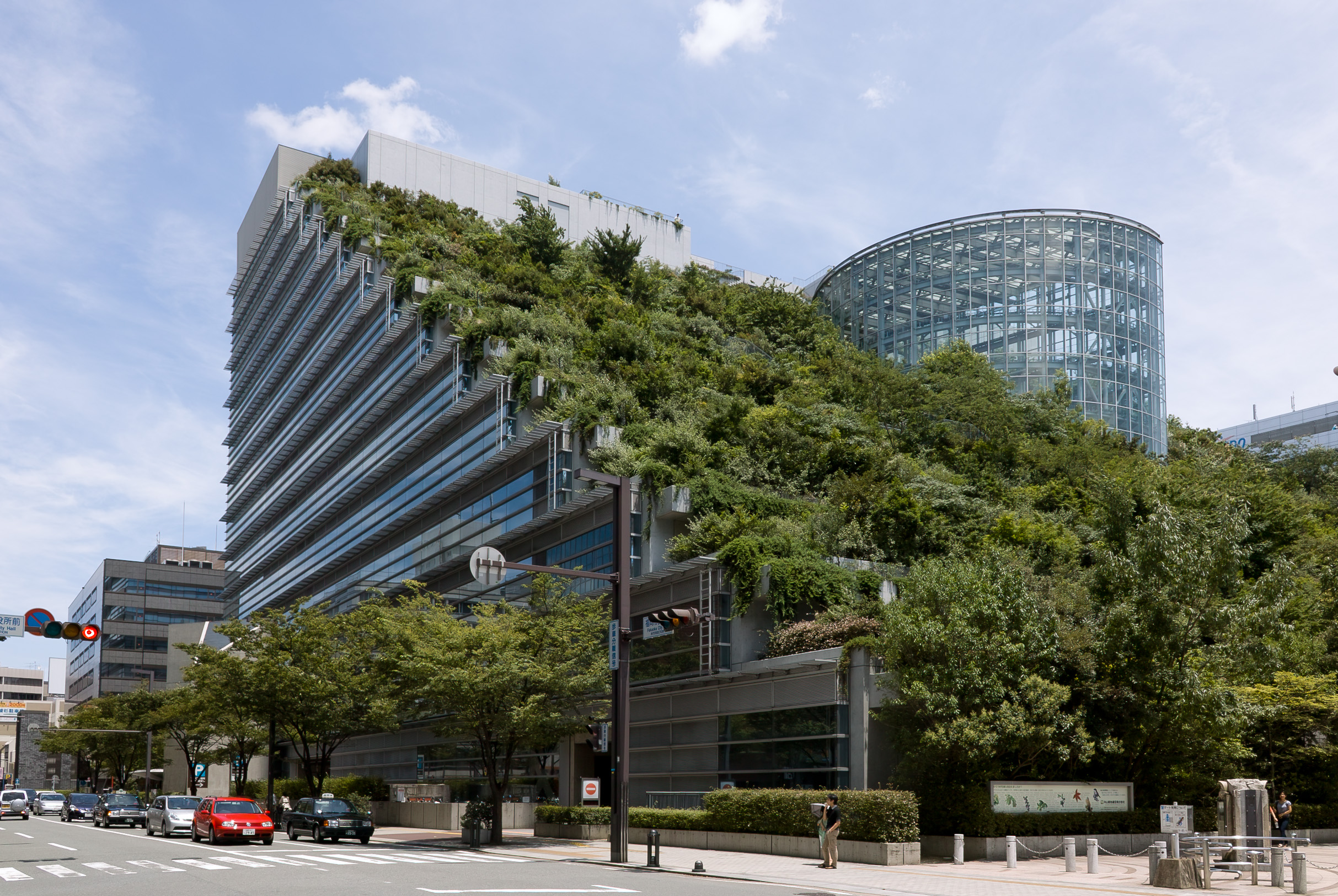

Emilio Ambasz (Resistencia, 13 de junio de 1943) es un arquitecto, profesor y diseñador argentino.

## Biografía
Nació el 13 de junio de 1943, Resistencia, Chaco, también es ciudadano de España por Concesión Real. 
Estudió en la Universidad de Princeton, donde completó el programa de pre-graduado en un curso y obtuvo al año siguiente la maestría en Arquitectura. Se desempeñó como curador en el Departamento de Arquitectura y Diseño del Museo de Arte Moderno, en Nueva York (1969-76), donde dirigió e instaló numerosas exposiciones sobre arquitectura y diseño industrial, entre ellas Italy: The New Domestic Landscape, en 1972; La arquitectura de Luis Barragán, en 1974; y The Taxi Project, en 1976.
Fue un precursor de la arquitectura verde.  Su estilo característico es una combinación de edificios y jardines, que él describe como "verde sobre gris". Se resistió a las tendencias de la década de 1970, cubriendo sus edificios con plantas. El Premio Emilio Ambasz a la Arquitectura Verde es otorgado cada año por la revista Architecture Quarterly.
Ambasz fue presidente de la Liga de Arquitectos durante dos períodos (1981-85). Enseñó como Philip Freneau Preceptor of Architecture en la Escuela de Arquitectura de la Universidad de Princeton, y fue profesor visitante en la Hochschule für Gestaltung en Ulm, Alemania.
Entre sus proyectos arquitectónicos se encuentra el Grand Rapids Art Museum en Míchigan, ganador del Premio de Arquitectura Progresiva de 1976; una casa para una pareja en Sevilla, España, ganadora del Premio de Arquitectura Progresiva de 1980. Su conservatorio en el San Antonio Botanical Center en Texas ganó el Premio de Arquitectura Progresiva de 1985, el Premio de la Asociación Nacional de Vidrio de 1988 a la Excelencia en Diseño Comercial, y el Premio Quaternario de 1990. También ganó el Primer Premio y la Medalla de Oro en el concurso para diseñar el Plan Maestro de la Exposición Universal de 1992, que tuvo lugar en Sevilla, España, para celebrar el 500 aniversario del descubrimiento de América. La sede diseñada para Financial Guaranty Insurance Company de Nueva York ganó el Gran Premio del International Interior Design Award 1987 del Reino Unido, así como el 1986 IDEA Award de la Industrial Designers Society of America. Ganó el Primer Premio en el concurso de 1986 para el Plan Urbano de la Torre Eschenheimer en Fráncfort, Alemania. Su Banque Bruxelles Lambert en Lausana, Suiza, recibió el Premio Anual de Interiores de 1983. Ambasz representó a los Estados Unidos en la Bienal de Venecia de 1976. 

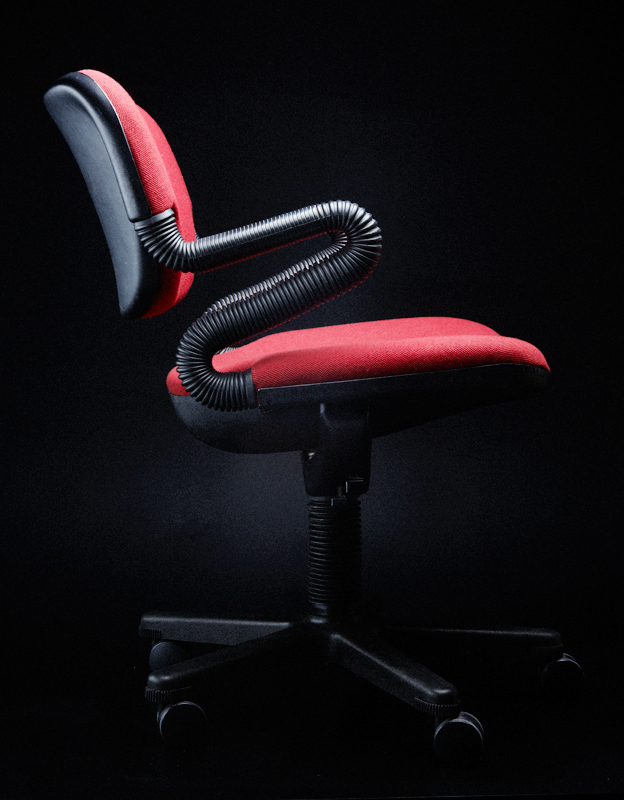

Desde 1980, Ambasz ha sido el consultor en jefe de diseño de Cummins Engine Co. Posee muchas patentes de diseño industrial y mecánico, y su silla Vertebra está incluida en las colecciones de diseño del Museo de Arte Moderno y el Museo Metropolitano de Arte, ambos de New York. El MOMA también ha incluido en su colección de diseño su Póster 3D Geigy Graphics de 1967 y su linterna.  
Ambasz es autor de varios libros sobre arquitectura y diseño, entre ellos Natural Architecture, Artificial Design, publicado por primera vez por Electa en 2001 y reeditado cuatro veces en  sucesivas versiones ampliadas.
"Detesto escribir teorías. Prefiero escribir fábulas", dijo en 2017. Las revistas Casabella y  Domus han publicado algunas de esas fábulas, incluida esta, intitulada La Citta del Design: 

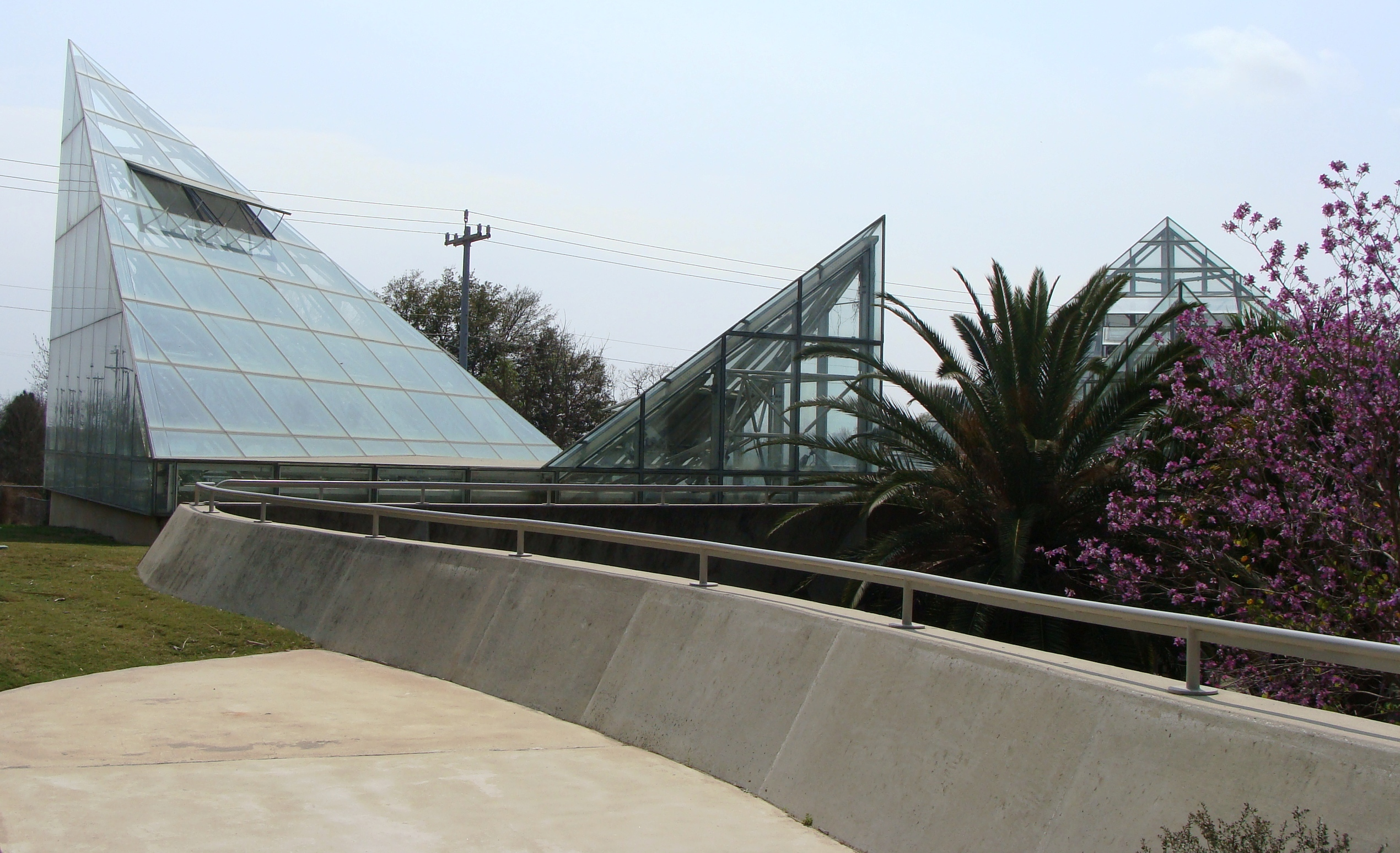

"Italia ha seguido siendo una federación de ciudades-estado. Hay ciudades-museo y ciudades-fábrica. Hay una ciudad cuyas calles están hechas de agua, y otra donde todas las calles son muros huecos. Hay una ciudad donde trabajan todos sus habitantes en la fabricación de equipos para parques de diversiones, una segunda donde todos hacen zapatos, y una tercera donde todos sus habitantes construyen muebles barrocos. Hay muchas ciudades donde todavía se ganan la vida horneando pan y embotellando vino, y una donde continúan a empaquetar la fe y comerciar con la culpa. Naturalmente, también hay una ciudad habitada únicamente por arquitectos y diseñadores. Esta ciudad está dispuesta en una cuadrícula, sus bloques son cuadrados, y cada uno está totalmente ocupado por un edificio cúbico. Estos cubos son ciegos, sin ventanas ni puertas Los habitantes de esta ciudad se enorgullecen de ser radicalmente diferentes el uno del otro. Los visitantes de la ciudad afirman, sin embargo, que todos los habitantes tienen un rasgo común; todos están descontentos con la ciudad que heredaron y, además, coinciden en que es posible dividir a los ciudadanos en varios grupos distintos. Los miembros de uno de los grupos viven dentro de los cubos. Conscientes de la imposibilidad de comunicarse con los demás, cada uno de ellos, en el aislamiento de su propio bloque, construye y destruye todos los días, un nuevo entorno físico interior. A estas construcciones a veces les dan formas que recuperan de sus recuerdos privados; en otras ocasiones, estos constructos pretenden representar lo que imaginan la vida comunitaria podría ser en el exterior. Otro grupo habita en las calles. Tanto como individuos o como miembros de subgrupos a menudo en conflicto, estos tienen un objetivo común: destruir los bloques que definen las calles. Para ese propósito marchan cantando invocaciones, o escriben en las paredes palabras y símbolos que creen que están dotados del poder de realizar su voluntad. Hay un grupo cuyos miembros se sientan en la parte superior de los edificios. Allí esperan la aparición en el techo de la primera brizna de hierba que anunciará la llegada del Milenio. Últimamente, han circulado rumores de que algunos miembros del grupo que viven en las calles han subido a los techos de los edificios, esperando que desde este punto de vista puedan ver si las legendarias personas del campo han comenzado su tan anticipada marcha contra la ciudad, o si han optado por construir una nueva ciudad más allá de los límites de la anterior”. 
En el invierno de 2011-12, el trabajo de diseño arquitectónico, industrial y gráfico de Ambasz se exhibió en el Museo Nacional Centro de Arte Reina Sofía de Madrid, en una amplia retrospectiva completa de sus obras completas. En el otoño de 2017, Lars Mueller Publisher publicó en inglés una versión muy mejorada (Emerging Nature) del libro publicado con motivo de esta exposición. El Instituto Estadounidense de Arquitectos (AIA) lo admitió en mayo de 2007 como Honorary Fellow en reconocimiento a los distinguidos logros de su arquitectura. También es un Miembro Honorario Internacional del Real Instituto de Arquitectos Británicos. Es el único receptor de la Medalla de Ciencias 2014 del Instituto de Estudios Avanzados de la Universidad de Bolonia, Italia, y el primer receptor del Premio Terra Madre.

## Exposiciones curadas
- Durante su tenencia en la Universidad de Princeton, fue el comisario de la exposición "Diseño de Programas / Diseños de Programación: Una Exposición de Karl Gerstner"

- Durante su tenencia en el Museo de Arte Moderno curó exposiciones tales como:
- 1969 París: mayo de 1968: carteles de la revuelta estudiantil
- 1972 Italia: el nuevo paisaje doméstico: logros y problemas del diseño italiano
- 1973 A Classic Car: Cisitalia G1 1946
- 1974 La arquitectura de Luis Barragán
- 1976 The Taxi Project: soluciones realistas para hoy

## Exhibiciones de su obra
- 1983 Emilio Ambasz: 10 años de arquitectura, diseño gráfico e industrial, una exhibición circulante presentada en Milán, Madrid y Zúrich
- 1985 Emilio Ambasz, Galería de diseño y arquitectura de Axis, Tokio
- 1986 Emilio Ambasz, Instituto de Arte Contemporáneo de Ginebra en HaIle Sud, Suiza
- 1987 Emilio Ambasz, Galería Arc-en-Ciel en el Centro de Arte Contemporáneo, Burdeos, Francia
- 1989 Emilio Ambasz: Arquitectura, exposición individual en el Museo de Arte Moderno, Nueva York
- 1989/90 Emilio Ambasz: Arquitectura, Exhibiciones  Diseño Industrial y Gráfico, una exhibición circulante presentada en el Museo de Arte Contemporáneo de San Diego, el Museo de Artes Decorativas de Montreal, el Museo de Arte de Akron en Ohio, el Instituto de Arte de Chicago en Illinois y el Laumeier Sculpture Park en SI. Louis.
- 1993 Emilio Ambasz, exposición individual, Tokyo Station Contemporary Center, Japón.
- 1994 Emilio Ambasz, Arquitectura y Diseño, exposición individual en el Centro Cultural Arte Contemporáneo en la Ciudad de México.
- 2009 In Situ: Architecture and Landscape, una exposición colectiva en el Museum of Modern Art, Nueva York.
- 2010 Green over Grey, exposición individual en el Grimaldi Forum, Mónaco
- 2011-2012 Emilio Ambasz: Invenciones - Arquitectura y Diseño; una gran retrospectiva integral, en el Centro Nacional de Arte Contemporáneo Reina Sofía, Madrid, España.

## Publicaciones de Ambasz
- 1972 Ambasz, Emilio, ed .: Italia: el nuevo paisaje doméstico: logros y problemas del diseño italiano. Nueva York: el Museo de Arte Moderno.
- 1976 Ambasz, Emilio, ed .: The Taxi Project: Realistic Solutions for Today. Nueva York: el Museo de Arte Moderno, New York.
- 1976 Emilio Ambasz: La arquitectura de Luis Barragán. El Museo de Arte Moderno, Nueva York

## Publicaciones sobre Ambasz
- 1989 Emilio Ambasz: La poética de lo pragmático: arquitectura, exposición, diseño industrial y gráfico. Nueva York: Rizzoli International Publications.
- 1993 Emilio Ambasz: Inventions: The Reality of the ldeal. Nueva York: Rizzoli International Publications.
- 1999 Architettura e Natura: Emilio Ambasz - Progetti y Oggetti. Milán: Electa.
- 2001 Emilio Ambasz: Arquitectura Natural, Diseño Artificial. Milán: Electa.
- 2004 Emilio Ambasz: Una Arcadia Tecnológica, por Fulvio Irace. Milán: Skira
- 2005 Emilio Ambasz: Casa de Retiro Espiritual. Electa Mondadori
- 2010 Emilio Ambasz: Maestri della Architettura, Hachette Milano, 2010, y Emilio Ambasz: Maestros de la Arquitectura, Madrid, 2011, Salvat
- 2016 Emilio Ambasz: Arquitectura y Naturaleza / Diseño y Artificio. Milán: Electa Mondadori
- 2017 Emerging Nature - Emilio Ambasz: Precursor de arquitectura y diseño, Lars Muller Publishers, Zúrich, Suiza.

## Premios arquitectónicos
- 1976 Premio de Arquitectura Progresiva 1976 por el Museo de Arte de Grand Rapids, Míchigan
- 1980 Premio de Arquitectura Progresiva por La Casa de Retiro Espiritual, al norte de Sevilla, España
- 1983 Annual Interiors Award por los interiores de Banque Bruxelles Lambert, Lausanne, Suiza
- 1985 Premio de Arquitectura Progresiva por el Conservatorio en el San Antonio Botanical Center, Texas
- 1986 Primer Premio Ex Aequo y Medalla de Oro del concurso por invitación para la Exposición Universal de 1992, Sevilla, España, más el Premio especial de Proyectos Arquitectónicos para la Exposición Universal de 1992, Sevilla, España
- 1986 Primer Premio en el concurso por el Urban Plan por la Torre Eschenheim, Frankfurt, Alemania
- 1987 Gran Premio de 1987 del International Interior Design Award por la sede de Financial Guaranty Insurance Company, Nueva York
- 1988 Premio de la Asociación Nacional de Vidrio de 1988 por la excelencia del diseño para el Conservatorio de San Antonio Botanical Center, Texas
- 1990 Premio Quaternario por el Conservatorio en el San Antonio Botanical Center, Texas
- 2000 Premio especial 2000 otorgado por el Ministerio de Obras Públicas de Japón por el Centro Cultural Mycal en Shin-Sanda, Japón
- 2000 Saflex Design Award por el Centro Cultural Mycal en Shin-Sanda, Japón
- 2000 Architectural Grand Award otorgado por el AIA (instituto estadounidense de arquitectos) cum Business Week Magazine por el edificio de la Prefectura de Fukuoka y el Salón Internacional, Japón
- 2001 Primer Premio del Instituto Japonés de Arquitectos por la Prefectura de Fukuoka y el Salón Internacional, Japón
- 2002 American Architectural Award por Monument Towers, Phoenix, Arizona,
- 2007 Medalla Manuel Tolsà de la Universidad Nacional Autónoma de México, México
- 2010 Honorary Fellowship del AIA (Instituto Americano de Arquitectos)
- 2013 Nombrado Commendatore d'Italia, Stella d'Oro, por el gobierno italiano
- 2014 ISA 2014 Medalla de Ciencia del Instituto de Estudios Avanzados, Universidad de Bolonia
- 2015 Miembro Honorario Internacional del Royal Institute of British Architects

## Premios de diseño
- 1997 Gold Prize del 1977 del IBD (EE. UU.) por el Sistema de Asientos “Vértebra”
- 1979 SMAU Prize (Italia) por el sistema de asientos Vertebra
- 1980 Design Excellence Award por la Sociedad de Diseñadores Industriales de América (IDSA) por los focos Logotec
- 1981 Compasso d'Oro (Italia) por el sistema de asientos Vertebra
- 1982 Premio Konex - Diploma al Mérito (Argentina) por su trayectoria[1]
- 1983 Design Excellence Award por el IDSA (Industrial Design Society of America) por la serie de focos Oseris
- 1984 Premio Especial del Jurado de la Décima Bienal de Diseño Industrial, Ljubljana
- 1985 Annual Design Review Award de Industria! Design Society of America (IDSA) por Cummins N14 Engine
- 1986 Design Excellence Award por el iDSA por el diseño del filtro de aire Escargot para Fleetguard Incorporated
- 1986 IDEA Award de la IDSA por la sede de Financial Guaranty Insurance Company de Nueva York, Nueva York
- 1987 Nominado para el Premio de Proyectos Arquitectónicos del Instituto Estadounidense de Arquitectos por el Showroom de Mercedes Benz
- 1987 Premio de Excelencia Industrial  por lDSA por el sistema de iluminación modular Saturno
- 1988 Compasso d'Oro (Italia) y Premio de la IDSA por la linterna Polifemo
- 1988 Premio a la Excelencia Industrial por la IDSA
- 1992 Premio Konex de Platino (Argentina) al mejor diseñador industrial de la décadasill[1]
- 1992 Premios de IDSA por  Handkerchief Television, Sunstar Toothbrushes y Soft Notebook
- 1997 Premio Vitruvio por el Museo Nacional de Bellas Artes, Buenos Aires
- 1999 Premio a la Excelencia en el Diseño de IDSA cum Business Week magazine  por Cummins Signature 600 Engine
- 2000 Gold Award for Design Excellence por IDSA / Business Week, por Saturno, un sistema de alumbrado público
- 2001 Compasso d'Oro (Italia), por Saturno
- 2003 Gold Award en iF Design Award por el International Forum for Design, por el diseño de la silla Stacker
- 2014 Medalla de las Ciencias del Instituto de Estudios Avanzados, Universidad de Bolonia, Italia